# The 39 Clues
The 39 Clues consta de cinco series de libros de aventura: The 39 Clues, Cahill vs Vespers, Imparable, "DoubleCross (Traición)" y  "Superespecial"  Rick Riordan escribió el primer libro y creó el principal arco de la historia, posteriormente otros autores continuaron la historia a través de los siguientes nueve libros. Los autores que han contribuido a la serie incluyen Rick Riordan, Gordon Korman, Jude Watson, Linda Sue Park, David Baldacci y etc.

## Personajes

### La Familia Cahill
La familia Cahill es la familia más influyente en el mundo de The 39 Clues. Se trata de las famosas figuras históricas: líderes, científicos, artistas y deportistas. El secreto del poder de la familia se encuentra en 39 pistas, que son los ingredientes, tales como la seda y el tungsteno, de una misteriosa fórmula química que convierte a quien la bebe en la persona más poderosa del planeta. Los Cahills vuelven en 1507, y la serie la establecen Gideón Cahill y su esposa Olivia que tenían cinco hijos. La familia Cahill se dividió en cinco ramas, cada niño fundó una rama. Cuatro ramas no paraban de luchar entre sí en busca de pistas, mientras que los Madrigales tratan de mantener la paz en la familia para que una rama no domine a los demás. Cada una de las cuatro ramas principales se especializa en una determinada habilidad, y tiene su propio símbolo y el color.

#### Lucian
Fundada por Luke Cahill, la rama Lucian es la de la astucia y el liderazgo. Algunos lucian famosos son Benjamin Franklin, Napoleón Bonaparte y Winston Churchill. Los personajes principales de la serie de libros que aparecen en esta rama son Irina Spasky, Ian, Natalie e Isabel Kabra.

#### Ekaterina
Fundada por Katherine Cahill, la rama Ekaterina es la rama del ingenio e inteligencia. Algunos ekaterinas famosos son Galileo Galilei, Thomas Edison y Marie Curie. Los personajes principales de la serie ekaterinas son Alistair Oh, su tío, Bae Oh, y los estorninos.

#### Janus
Fundada por Jane Cahill, de la rama de Janus se incluyen artistas famosos y talentosos. Los principales janus que aparecen en los libros son Jonah Wizard y su madre, Cora Wizard (la líder de la rama). Los Janus introducidos en Cahills vs Vespers incluyen al primo de Jonah, Phoenix Wizard y Sophie Watson.

#### Tomas
Fundada por Thomas Cahill, la rama Tomas está compuesta por famosos exploradores, descubridores, y atletas. Algunos Tomas famosos
son Neil Armstrong,Michel Helps y David Beckam. Los personajes principales de la serie Tomas son los Holts (Eisenhower, Hamilton, Madison, Reagan y Mary Todd)

#### Madrigal
Madeleine Cahill, la quinta hija de Olivia Cahill, fundó la rama Madrigal. Ella envío agentes dobles para infiltrarse en otras ramas con el arte del disfraz, Los Madrigal se encargan de equilibrar el poder entre las ramas para evitar que una rama trate de dominar a otra. Su objetivo es reunir a la familia Cahill y detener la guerra de las ramas. Debido a que Olivia se escondió de los hermanos de Madeleine sus pugnas, las otras ramas no sabía que eran los Madrigal. Otras ramas temen que su injerencia entre en la búsqueda de las pistas.

### Descripción
- Amy Cahill, y Dan Cahill, son los protagonistas de la serie. Son los nietos de Grace Cahill. Se convirtieron en huérfanos cuando sus padres murieron en un incendio siete años antes. Desde entonces, han estado bajo el cuidado de su tía Beatrice, antes de viajar a encontrar las 39 pistas. Los dos tienen ojos de color verde jade, pero Amy tiene pelo castaño rojizo, mientras que Dan es un rubio oscuro.
- Grace Cahill es la matriarca de Cahill y la abuela de Amy y Dan. Ella ha viajado por todo el mundo y se estableció en Attleboro, Massachusetts. El Laberinto de los huesos comienza con su muerte y su cambio de última hora en su testamento.
- Nellie Gomez es la niñera de Dan y Amy Cahill. Puede volar un avión, coches de carreras, y hablan más de diez idiomas diferentes. Amy y Dan consiguen que ella sea su tutor en la caza de 39 pistas, sin saberlo, en un primer momento, pero más tarde decide ayudar a los niños. Ella es de ascendencia española y francesa.
- William McIntyre es el misterioso abogado de Grace Cahill, asesor, y "el confidente más cercano de la mitad de su vida". Él ayuda a un personaje siniestro, el Hombre de Negro, que sigue las Cahills.

## Serie Uno: The 39 Clues

### El Laberinto de Huesos
El Laberinto de Huesos es el primer libro de la serie, escrito por Rick Riordan. Fue lanzado el 9 de septiembre de 2008. Grace Cahill, en su lecho de muerte, le comunica las peticiones al Sr. McIntyre para cambiar su testamento y muere. En el funeral, el Sr. McIntyre informa a sus nietos, Dan y Amy, de una elección: un millón de dólares o la oportunidad de ser el más grande en la historia de los Cahill.
Amy y Dan tienen la oportunidad de elegir y entran en la búsqueda de Pista, compitiendo contra los cazadores más experimentados: los Holts, Alistair Oh, los trillizos Stirling, los Kabras e Irina Spasky.  Las Pistas que persiguen en este título están escondidas en la biblioteca de Grace y en el Instituto Franklin, Dan y Amy descubren que Benjamin Franklin ha ocultado una pista en París. Después de convencer a Nella a ir como acompañante de su viaje, Amy y Dan viajan a París. Mientras que en el viaje, Amy y Dan descubren la historia conflictiva de los Cahills y de que Grace se escondió de ellos para protegerlos. Caminan a través de París; por encima del suelo y por catacumbas subterráneas los hermanos resuelven códigos y claves y encuentran la clave en un vial. Los Kabras roban el vial, pero Dan resuelve el enigma del sobre que recibieron en el inicio de su caza y descubre la pista. Amy busca en Internet sobre Franklin ya que piensa que les llevará a la probable ubicación de la segunda pista: Viena, Austria, la casa de Wolfgang Amadeus Mozart.

### Una Nota Falsa
Una nota falsa es el segundo libro de la serie, escrito por Gordon Korman. Fue lanzado el 2 de diciembre de 2008. Después de que Amy, Dan, y Nella obtengan la primera pista, ellos y los otros Cahills viajan a Viena, Austria, para encontrar una pista en relación con Mozart y su hermana, Anna María Mozart "Nannerl".

### El Ladrón de Espadas
El ladrón de Espadas es el tercer libro de la serie, escrito por Peter Lerangis. Fue lanzado el 3 de marzo de 2009. Un par de espadas de Viena llevan a Amy, Dan, y Nella a Japón para encontrar una pista relacionada con los japoneses y el guerrero Toyotomi Hideyoshi. Trabajan en equipo con Alistair Oh, y los Kabras, los tres siguen un rastro de pistas a Corea, donde permanecen en la casa de Alistair. Un libro en la biblioteca secreta de Alistair les lleva a una montaña llamada Pukhansan. El grupo se encuentra en una entrada a una cueva. En el interior, se encuentran con todo el tesoro de Hideyoshi, y la tercera pista. Dan descubre y descifra un anagrama y los trucos de los Kabras, que se escapan y sellan todo los demás en la cueva. Después de escapar, Dan, Amy, y Nellie viajan a Egipto, como se insinuó en el anagrama.

### Más Allá de la Tumba
Más allá de la tumba es el cuarto libro de la serie, escrito por Jude Watson. Fue lanzado el 4 de junio de 2009. Dan, Amy, y Nella van en busca de una pista en Egipto, mientras eran perseguidos por los otros Cahill.

### El Círculo Negro
El Círculo Negro es el quinto libro de la serie, escrito por Patrick Carman. Fue lanzado el 9 de enero de 2012 en España. Después de recibir un telegrama de un misterioso personaje conocido sólo como "NRR ', Dan y Amy parten para Rusia. Establecen alianzas con los Holt, más tarde Amy y Dan han de infiltrarse en una fortaleza de los Lucian, el Kremlin.

### En Las Profundidades
En Las Profundidades es el sexto libro de la serie, escrito por Jude Watson. Fue lanzado el 13 de marzo de 2012 en España. Dan y Amy viajan a Sídney, Australia para aprender sobre lo que sus padres sabían de las 39 pistas por lo que van a visitar al primo de su padre, Sheppard Trent. Descubren que la madre de Ian y Natalie, Isabel Kabra, se ha unido a la caza. Isabel, intenta cazar a Amy y a Dan para matarlos, pero los hermanos consiguen escapar y seguir una pista en el Krakatoa (el anillo de fuego), donde se encuentran con Alistair. Isabel prende fuego a su choza. Irina Spasky muere mientras que salva a Amy, Dan y Alistair. Después del incendio, al mirar en una bolsa de Irina encuentran unas letras de canciones, revelando la pista. Al final del libro, empiezan a sospechar que los espías de Nella van tras ellos.

### El Nido de la Víbora
El Nido de la Víbora es el séptimo libro de la serie, escrito por Peter Lerangis. Fue lanzado el 15 de mayo de 2012. La búsqueda se inicia por la mañana después del incendio que mató a Irina Spasky. Mientras tanto, después de usar sus habilidades para descifrar el código, Dan y Amy pensaron en las últimas palabras que pronunció Irina eran en realidad una canción, lo que les señala a su próximo destino: Pretoria, Sudáfrica. Se infiltran en una base Tomas, y los Holt van a perseguirlos. Al salir de Sudáfrica, Dan y Amy son capturados por los Kabra. Cogen el viejo avión de vuelo de Grace "El lémur volador", los hermanos consiguen escapar con un frasco de líquido verde. Durante una pelea, los saltos de los viales y los derrames de líquido verde en el brazo de Dan. Resulta ser un veneno Kabra. Para obtener el antídoto para salvar a Dan, vuelan a la casa de Grace Cahill en Madagascar.

### El Código del Emperador
El Código del Emperador es el octavo libro de la serie, escrito por Gordon Korman. Fue lanzado en 2012.  Amy y Dan van a China para encontrar la siguiente pista. Amy y Dan se separan después de una fuerte discusión, y se vuelven a reunir en el Monte Everest, donde encuentran un vial Janus dejado por el alpinista Cahill británico George Mallory. Eisenhower Holt e Ian Kabra luchan por el suero, e Ian está a punto de caer por el precipicio, pero Amy sacrifica el suero Janus para salvarlo.
Cuando Dan piensa que ha perdido la pista, Amy le muestra el poema sobre la tela de seda pieza que se encuentra en Beijing y le dice que la siguiente pista es la secreción de gusanos de seda. También se dan cuenta de que la fórmula del pañuelo de seda ", Lucian + Janus + Tomas + Ekaterina = Cahill," significa que los sueros de cada una de las ramas forman el suero definitivo, que te haría invencible, descubriendo así el secreto de las 39 pistas. Luego Dan muestra a Amy el medallón que encontró en un templo Shaolin, de la mujer que se parece tanto a su madre, y ven el nombre de una pirata llamada Anne Bonny, así que deciden que su próximo destino es el Caribe.

### Aviso de Tormenta
Aviso de Tormenta, por Linda Sue Park, fue lanzado el 18 de septiembre. Amy y Dan continúan su cacería en las Bahamas y Jamaica. Desconfían de Nella después de descubrir que ella trabajaba para William McIntyre. Después de eso, se dirigen hacia el lugar de la excavación Port Royal con Lester, nieto señorita Alice, y encontrar una Gracia cuadro donado que pueda caber los objetos que recogieron: la Ekat dragón collar, la serpiente Lucian nariz-anillo, el Janus Wolf Fang, Tomas y la garra de oso. Sin embargo, no se puede abrir la caja, y después de un aliado no-Cahill muere, los hermanos deciden abandonar la búsqueda y volver a su tía Beatriz. Sin embargo, en vez de guiarlos hacia el aeropuerto, Nellie se detiene en la ciudad de Moore, y le da la caja para el Hombre de Negro, una figura siniestra que ha estado siguiendo a Dan y Amy. El Hombre de Negro le da a los hermanos de una hora para abrir la caja. A medida que se aleja, él dice que en el juego todos los lados son uno y todos son necesarios para sobrevivir. Después de muchos intentos, que darse cuenta de que en la franja que se encuentra desplegada una tira de Möbius. Insertos Amy la tira a la ranura final y los resortes de caja abierta. Contiene un poema de Madeleine Cahill, y la pista, Mace.
El Hombre de Negro revela su verdadera identidad como Fiske Cahill, Amy y Dan tío abuelo y hermano menor de Grace, y les dice acerca de Madeleine Cahill y la rama Madrigal, así como la concesión de los dos Madrigal estado activo. Luego también da Nellie forzosa Madrigal a pesar de que no es una Cahill. Después de leer el poema, Dan concluye parada al lado de los hermanos es Inglaterra. Allí, se debe terminar la caza de las pistas y dejar las otras ramas de la lucha, como por su nueva condición de Madrigals activos.

### El Desafío Final
El Desafío Final, el penúltimo libro de la primera serie, fue lanzado el 18 de septiembre de 2012, escrito por Margaret Peterson Haddix. En el libro, todos los equipos llegan a la isla de la casa original de Gideon Cahill, en Irlanda. Isabel Kabra los captura y obliga a cada uno de ellos a decir sus pistas, amenazando con matar a sus seres queridos. Amy les salva por la rotura de la cerámica de Guantlet sobre la cabeza de Isabel, dejándola fuera. Amy y Dan se queda con una lista de pistas de todo el mundo en sus manos, lo que les dio a cada equipo, "porque no confían en sí mismos todo el suero, y el gran poder que ejerce."

### El Libro Negro de los Secretos Enterrados
Es un libro extra de la serie The 39 Clues lanzado el 26 de octubre de 2010. Fue escrito por Mallory Kass y contiene una introducción de Rick Riordan. 
Se sitúa después del desafío final pero antes de la aparición de los Vesper.
Este libro es la principal fuente de conocimiento de Cahill. Contiene todos los secretos, todas las armas y artilugios de Cahill, todas las fortalezas y cada agente y fundador. En este libro, descubrirás la historia real de Madeleine Cahill y lo que sucedió después de que Isabel Kabra fuera acusada de asesinato. No se ha retenido nada. Siete agentes de Cahill se unieron para traerle este libro, traicionando sus ramas y sus creencias más profundas. Lo hicieron porque se acerca un enemigo, mucho más poderoso que los Cahills.
Mantenga este libro negro cerca en todo momento. Este listo. Esté mirando. EL ENEMIGO ESTÁ EN LA PUERTA.

### La Aparición de los Vesper
La Aparición de los Vesper sirve como una transición entre la primera y la segunda serie. Fue escrito por Rick Riordan, Peter Lerangis, Gordon Korman, y Jude Watson. El libro fue publicado el 5 de abril de 2011 en EE.UU. Este libro consta de cuatro historias de la trama. La primera describe el descubrimiento del suero maestro por parte de Gideon y la traición de su amigo y el primer Vesper, Damien Vesper. El segundo relata la vida de Madeleine Cahill y su intento de reunir a la familia Cahill, proteger el anillo de su padre, y burlar a Damien Vesper en adquirirlo. El tercero habla de la primera misión de Grace en Casablanca, ya que compite con agente general Vesper George S. Patton para recuperar el anillo de oro de Gideon. La cuarta cuenta la historia de la recuperación de Amy y Dan, de la circunvalación de Gideon que Grace legó a Amy, mientras escapaba de Casper Wyoming, un agente Vesper más viejo que ella.

## Serie Dos: Cahill VS. Vespers
La segunda serie trata sobre la lucha entre la familia Cahill y los Vespers, la familia enemiga de los Cahill. 

### La Trama de la Medusa
La Trama de la Medusa es el primer libro de la serie Cahills vs. Vespers. Tiene lugar dos años después del incidente de Casper Wyoming en la Aparición de los Vesper. Fue escrito por un autor, Gordon Korman, y fue lanzado el 30 de agosto de 2011. El logo de la portada de The Medusa Plot es rojo en contraposición al logo azul de los otros 39 libros de Clues.

### El Secuestro de un Rey
Amy y Dan están en una carrera por sus vidas. . . y el enemigo puede estar incluso más cerca de lo que creen. Cuando siete miembros de su familia fueron secuestrados por una organización siniestra conocida como los Vespers, Dan Cahill, de trece años, y su hermana mayor, Amy, prometieron que no se detendrían ante nada para llevar a los rehenes a casa. Pero entonces llega el rescate y los Vespers exigen lo imposible. Amy y Dan solo tienen unos días para localizar y robar un mapa antiguo. ¿El único truco? Nadie ha visto el mapa durante medio siglo.
Ahora Amy y Dan están en una búsqueda desesperada que los llevará a los nazis, espías, un rey loco y algunos de los secretos más sucios de la historia. Es la carrera de sus vidas. . . y un paso en falso significará una muerte segura para los rehenes.

### La Muerte de la Noche
Los Vespers han cruzado la línea. Amy y Dan quedaron devastados cuando los Vespers secuestraron a siete Cahills en todo el mundo, manteniéndolos como rehenes hasta que Amy y Dan entregaron un rescate imposible. Al menos los rehenes eran Cahills, miembros de la familia más poderosa del mundo, entrenados para enfrentar desastres.
Pero ahora  han capturado a Atticus, un niño inocente de 11 años y único amigo de Dan. 
Dan y Amy se encuentran inmersos en la lucha de sus vidas. Porque si no pueden burlar a los Vespers, sucederá lo impensable ... Atticus va a morir.

### Irrompible
Dan Cahill, de trece años, y su hermana mayor, Amy, han cometido una serie de robos que los coloca en la lista de los más buscados de Interpol. Pero los crímenes no son culpa de Amy y Dan. Una oscura organización conocida como los Vespers ha secuestrado a siete miembros de la familia Cahill. Si Amy y Dan no entregan una serie de extraños rescates, se apagarán las luces para los rehenes.
Hasta ahora, Amy y Dan se han mantenido un paso por delante de la policía y han logrado mantener a salvo a su familia. Pero todo eso está por cambiar. Vesper One les ordena robar el Jubileo de Oro, uno de los diamantes más grandes del mundo. Lo que Amy y Dan no saben es que el Jubileo es una trampa. . . y alguien va a morir.
Ahora que los Vespers han demostrado a los Cahill que no tienen miedo de matar, Amy y Dan están más asustados que nunca.

### No Confies en Nadie
Por primera vez desde que dejaron Attleboro, la lucha contra los Vespers ha traído a Amy y Dan de regreso a los Estados Unidos, pero su regreso a casa no es nada dulce.
Los hermanos pensaron que nada podría doler más que que sus seres queridos fueran secuestrados por un enemigo cruel y poderoso, pero los Vespers han asestado su golpe más serio hasta ahora: un golpe que golpea el corazón mismo de la familia Cahill.
Hay un traidor de Vesper en su círculo íntimo.
Amy y Dan necesitan sacar al traidor antes de que muera el próximo rehén. Pero incluso si lo descubren , el peligro no se detendrá allí. La próxima misión de Vesper One llevará a los Cahills a algún lugar plagado de enemigos peligrosos. Solo tienen unos días para completar su próxima tarea y descubrir quién los respalda. . . y quién quiere clavarle un cuchillo.

### Día de la Perdición
Comenzó con un secuestro. Una oscura organización conocida solo como los Vespers se llevó a siete miembros de la familia Cahill y exigió una serie de extraños rescates de todo el mundo. Dan Cahill, de trece años, y su hermana mayor, Amy, comenzaron una búsqueda del tesoro mundial, decididos a traer de vuelta todo lo que necesitara Vesper One, siempre que mantuviera a los rehenes a salvo.
Pero cuando entregan el último rescate, Amy y Dan descubren el aterrador final de Vesper One. Los objetos que exigió son piezas vitales en una trama de Vesper que dañará a miles de millones de personas inocentes. Ahora los dos hermanos y sus amigos están en una carrera a toda velocidad para detener a Vesper One ... antes de que el mundo entero explote.

## Serie Tres: Imparable
La tercera serie, Imparable, fue revelada en Publishers Weekly del 25 de octubre, Jude Watson escribió el arco de la historia de esta serie, la cual consta de 4 libros

### Sin Escape
La familia Cahill tiene un secreto. Durante quinientos años, han guardado las 39 pistas: treinta y nueve ingredientes en un suero que transforma a quien lo toma en la persona más poderosa del mundo. Si el suero llegara a las manos equivocadas, el desastre sacudiría al mundo. Así que ciertos Cahills siempre han tenido como misión mantener el suero a salvo, enterrado, bajo llave. Hasta ahora.
Dan Cahill, de trece años, y su hermana mayor, Amy, son los últimos guardianes de las Pistas. Creen que han hecho todo bien, pero un pequeño error conduce a la catástrofe. Falta el suero y Dan y Amy tienen que recuperarlo y detener a quien lo robó. . .antes de que termine el juego. Para todo el mundo. 

### Ruptura
Como miembro de la historia familiar más poderosa que se haya conocido, Dan Cahill, de trece años, ha sido disparado, secuestrado e incluso arrojado a un pozo con una serpiente mortal. Ha sobrevivido a todo gracias a la suerte, la inteligencia y su hermana mayor, Amy, que siempre está a su lado.
Ahora Dan y Amy se enfrentan a su mayor amenaza hasta el momento, un enemigo que ha encontrado la manera de usar la fuente del poder de la familia Cahill contra ellos. Para detenerlo, Dan y Amy deben emprender una misión desesperada que los llevará desde una de las regiones más calientes del mundo hasta la explosión helada del círculo polar ártico. Pero con el enemigo acercándose, Dan se encuentra enfrentando el único terror que nunca imaginó: ser traicionado por su propia hermana. 

### Cuenta Regresiva
El tiempo se ha acabado para Dan Cahill, de trece años. Como jefe de la familia más poderosa que el mundo haya conocido, él y su hermana mayor, Amy, han estado en la mira durante demasiado tiempo. Dan y Amy siempre han logrado mantenerse un paso por delante de sus enemigos, pero era solo cuestión de tiempo hasta que la suerte les fallara. Ahora Dan está desesperadamente atrapado y nada puede salvarlo. Nada excepto desencadenar un mal en el mundo incluso peor que los enemigos que se acercan. Mientras Dan se mueve entre la vida y la muerte, Amy tiene que tomar una decisión aterradora. ¿Hasta dónde está dispuesta a llegar para salvar a su hermano pequeño? 

### Flashpoint
A Amy Cahill, de dieciséis años, le quedan pocos días de vida. Hay un veneno que la atraviesa y su única oportunidad es recolectar ingredientes para un antídoto. Lástima que los ingredientes del antídoto estén esparcidos por todo el mundo. Y es una lástima que la supervivencia sea, con mucho, el problema más pequeño de Amy.
El antídoto que necesita es también lo único capaz de detener a un enemigo mortal. J. Rutherford Pierce está a punto de convertirse en el hombre más poderoso del mundo y, si lo hace, nadie estará a salvo. Amy y su hermano menor, Dan, harán todo lo que sea necesario para derribar a Pierce. Incluso si Amy debe pagar el precio máximo.

## Serie Cuatro: DoubleCross
Es el cuarto arco de Las 39 pistas y hay cuatro libros. Los autores de la serie son Jude Watson, C. Alexander London, Jenny Goebel y Sarwat Chadda. El logotipo de la serie es amarillo, por de la rama Ekaterina.
La trama es : El Marginado fue desterrado de la familia Cahill y nunca más se volvió a mencionar. Durante años, ha estado observando, reclutando, esperando la oportunidad de vengarse. Y ahora ataca, con un plan diabólico. El Marginado recrea cuatro de los desastres más infames de la historia y les da a los niños de Cahill solo unos días para detenerlos. Hay vidas inocentes en juego, pero lo peor de todo es la traición que los niños de Cahill no ven venir ...
¿Amy podrá recibir órdenes de Ian, ahora que es el cabeza de familia? ¿Qué famoso villano  Cahill del pasado resulta tener un hermano aún más letal? ¿Y alguna vez Saladin volverá a comer un plato de pargo rojo?

### Misión Titanic
Con solo diecisiete años, Ian Kabra es el jefe de los Cahills, la familia más poderosa del mundo. Tiene presidentes en marcación rápida, generales a su entera disposición. Ian sabe que es un líder ideal y el único hombre suficiente para el trabajo.
Solo hay un pequeño problema: ya se ha equivocado a lo grande. Un Cahill del pasado que se hace llamar el Marginado se ha levantado para desafiar a Ian con una prueba imposible. Ian fue expulsado de su puesto y el Marginado se hizo cargo de la mansión.
```
El Marginado ha recreado cuatro de los mayores desastres de la historia y desafió a Ian a detenerlo. Si Ian y sus aliados no pueden descifrar las pistas  a tiempo, morirán personas inocentes. La única oportunidad de Ian de vencer al Marginado es localizar a sus antiguos aliados, Amy y Dan.
```

Pero encontrar a Amy y Dan exigirá de Ian un sacrificio imposible ...

### Misión Hindenburg
Los Cahill son la familia más poderosa del mundo, pero se está poniendo a prueba su fuerza. Un hombre siniestro que se hace llamar El Marginado ha apuntado a la familia y les ha puesto una prueba imposible. Está recreando cuatro de los peores desastres de la historia y desafiando a los joven Cahills a encontrar y detener las tragedias antes de que sea demasiado tarde. Ahora, con un desastre a sus espaldas, los hermanos Dan y Amy Cahill y sus amigos tienen solo unos días para descubrir cuál será el próximo movimiento del Marginado.
Su búsqueda frenética parece apuntar hacia un terrible desastre aéreo, la explosión de la aeronave Hindenburg. Pero ya nadie viaja en dirigible, ¿qué significan los mensajes crípticos del Marginado? Los jóvenes Cahills deben dividirse y volar a los cielos para tratar de encontrar la respuesta. . . antes de que todo su mundo se derrumbe 

### Misión Huracán
Dan Cahill, de trece años, y su hermana mayor, Amy, saben que un desastre está a punto de golpear al mundo. Saben que son los únicos que pueden detenerlo y saben que es posible que ya sea demasiado tarde. La persona detrás del desastre es su propio pariente, un hombre que se llama a sí mismo el Marginado. Ya ha recreado dos de los peores desastres de la historia y solo espera el momento oportuno antes de volver a atacar.
Las pistas que han reunido los niños de Cahill sugieren que el último desastre del Marginado sigue el modelo del huracán Katrina. Pero, ¿a qué ciudad se dirigirá? ¿Y cómo puede alguien conjurar un huracán? Dan y Amy no tienen respuestas y tienen muy poco tiempo para encontrarlas. Todo lo que pueden contar es que se avecina una ola de problemas, y solo ellos se interpondrán en su camino.

### Misión Atómica
Dan Cahill, de trece años, y su hermana mayor, Amy, se están quedando sin tiempo. Un Cahill exiliado conocido como el Marginado ya ha recreado tres de los peores desastres de la historia, y ha dejado lo peor para el final. Si Dan y Amy no pueden encontrar y detenerlo rápidamente, iniciará una fusión nuclear a gran escala. Pero mientras Dan y Amy corren alrededor del mundo, descubren algo espantoso. Los desastres del Marginado son solo una cortina de humo para encubrir su verdadero plan, una diabólica venganza contra la familia que lo traicionó. Pronto Amy y Dan tendrán que enfrentarse a una dura verdad: a veces, la única forma de salvar el mundo es sacrificar todo lo que amas.

## Serie Cinco: Super especial
Outbreak es un libro independiente de la serie 39 Clues, Superspecial. Escrito por C. Alexander London, fue lanzado el 27 de septiembre de 2016. 
Los Cahill son la familia más poderosa que jamás haya conocido. Durante los últimos cinco siglos, han servido en secreto como guardianes del mundo. Los presidentes de comando de Cahill, derrocar gobiernos corruptos. . . y actualmente están dirigidos por un chico de catorce años con un complejo de superhéroe.
Dan Cahill puede ser joven, pero no es tonto. Entonces sabe que debe actuar rápido cuando se entera de que Sinead Starling, una ex amiga que traicionó a la familia, está a la altura de sus ojos en un complot para controlar un virus mortal. Pero, ¿está Sinead detrás de la trama o es una heroína que intenta evitar que el virus se propague? La búsqueda de Sinead llevará a Dan y sus amigos de Cuba al Triángulo de las Bermudas, donde el destino del mundo puede depender de si los Cahill pueden confiar en un traidor. 

## Aventura En línea
En la web se pueden encontrar misiones que el jugador deberá completar para ir ganando pistas, en determinadas misiones se necesita el libro correspondiente para completarla. En el mes de octubre de 2013, una vez lanzadas todas las pistas (las 39) se conocieron los ganadores definitivos de España siendo "Ayla" (Competición Individual) y el equipo "W-@lex" (Competición por Equipos).